# Skandinaviska Enskilda Banken
O banco SEB (Skandinaviska Enskilda Banken) é um banco da Suécia.

Foi fundado em 1972, pela fusão dos bancos Stockholms Enskilda Bank e Skandinaviska Banken.

Tem a sua sede em Estocolmo.

É um dos bancos suecos que fazem parte do índice OMX-S30.